# 大野浦駅

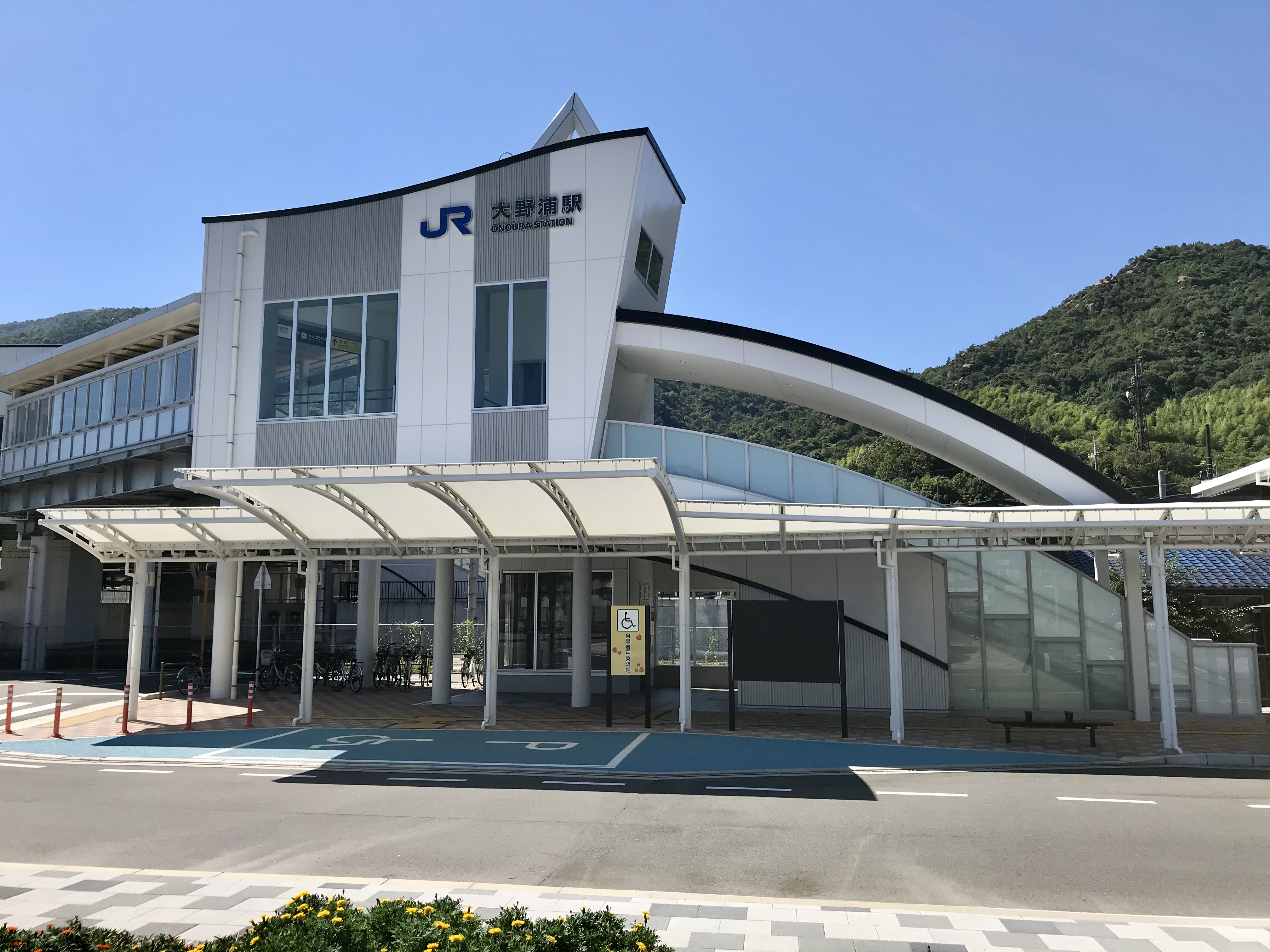
南口（2020年8月）

大野浦駅（おおのうらえき）は、広島県廿日市市塩屋一丁目にある、西日本旅客鉄道（JR西日本）山陽本線の駅。駅番号はJR-R12。宮浜温泉への玄関駅でもある。

## 歴史

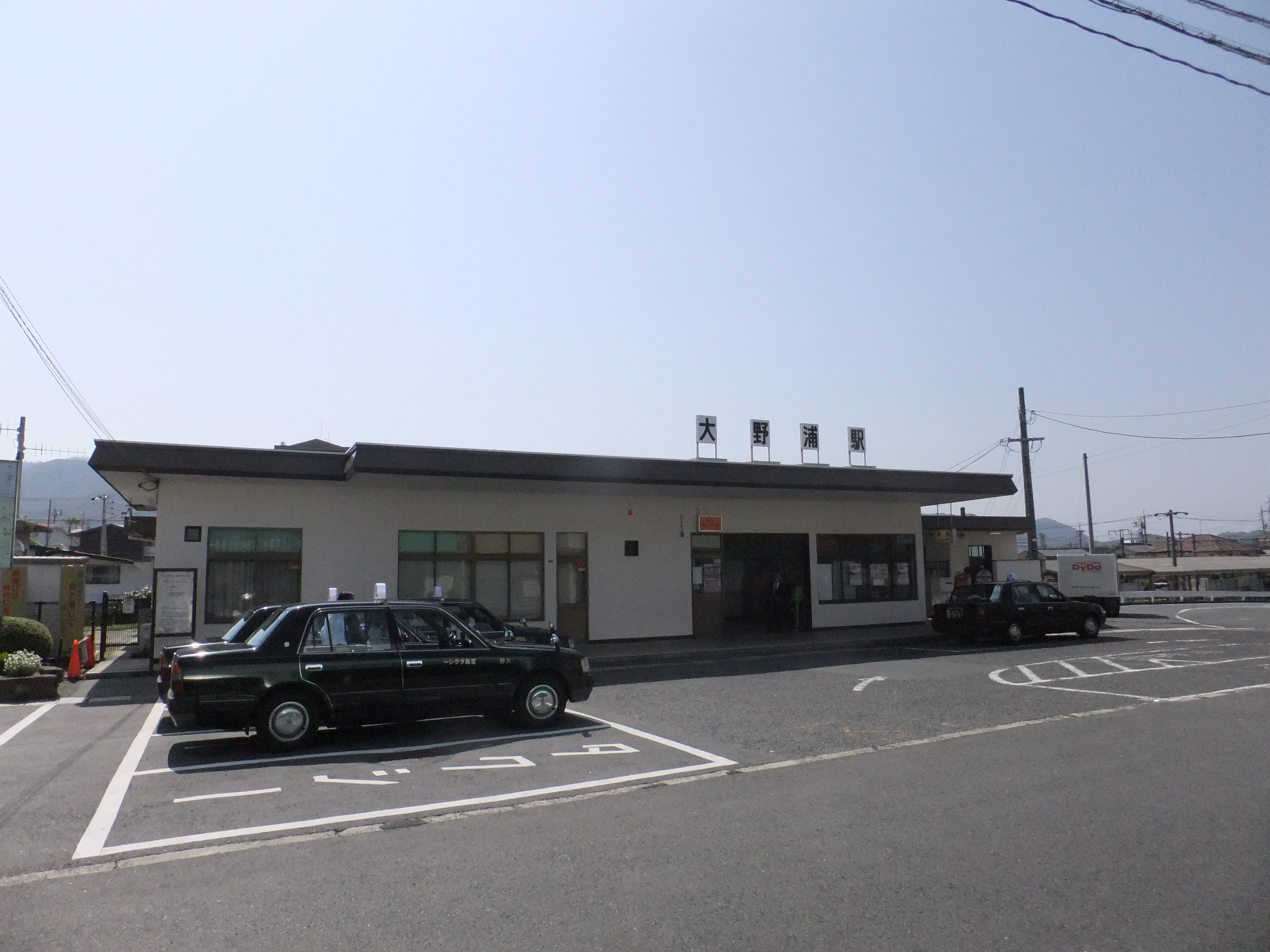
旧北口（2012年5月）

- 1917年（大正6年）7月13日：鉄道院山陽本線の宮島駅（現在の宮島口駅） - 玖波駅間に大野浦信号場として設置[2]。
- 1919年（大正8年）3月16日：駅に昇格、大野浦駅として開業[2]。一般駅[2]。
- 1974年（昭和49年）12月10日：貨物の取り扱いを廃止する[2]。
- 1979年（昭和54年）4月2日：駅舎改築[3]。
- 1982年（昭和57年）11月15日：ダイヤ改正により、広島駅 - 当駅・岩国駅間にシティ電車を設定[4]。後に、全列車が岩国駅まで延長され、当駅折返し列車消滅。
- 1985年（昭和60年）3月14日：荷物扱い廃止[2]。
- 1987年（昭和62年）4月1日：国鉄分割民営化により、西日本旅客鉄道（JR西日本）の駅となる[2]。
- 1990年（平成2年）3月10日：みどりの窓口の営業を開始[5]。
- 2007年（平成19年）
  - 6月18日：ICOCA対応の簡易型自動改札機を導入。
  - 9月1日：ICカード「ICOCA」の利用が可能となる。
- 2012年（平成24年）3月17日：ダイヤ改正により、当駅折返しの定期列車をデータイムに再設定[6]。
- 2015年（平成27年）
  - 7月16日：駅舎の橋上化と南北自由通路の工事開始。仮駅舎は設置せず、従来の駅舎を引き続き使用する。
  - 9月26日：1番のりばへの連絡通路が変更となり、列車停止位置も岩国寄りに1両分移動。
- 2016年（平成28年）
  - 3月26日：ダイヤ改正に伴い、快速シティライナー（土曜日・休日のみ運転、当駅から玖波方は各駅停車）の停車駅となる。
  - 11月26日：橋上駅舎を暫定使用開始。これに伴い、従来の駅舎を閉鎖。
- 2018年（平成30年）
  - 4月14日：南北自由通路、駅前広場、周辺道路整備等の駅改良工事が完成[7]。
  - 7月6日：平成30年7月豪雨で山陽本線が被災し、営業休止となる。
  - 7月9日：海田市駅 - 岩国駅間運転再開により営業再開。快速シティライナーは休止。
- 2019年（平成31年）3月16日：休止中だった快速シティライナーが正式に廃止され、普通列車のみの停車に戻る。
- 2020年（令和2年）3月14日：シティライナー復活により、再びシティライナーの停車駅となる。
- 2024年（令和6年）
  - 4月30日：みどりの窓口の営業を終了[8]。
  - 5月1日：駅員は周辺駅の巡回業務を行なうため、当駅の常駐は廃止され、インターホンでの遠隔対応に変更[8]。

## 駅構造
単式・島式の複合型2面3線のホームを持つ地上駅。2・3番のりばが島式ホームである。
駅員は周辺駅を含めて巡回するため当駅には常駐せず、改札口付近に設置されているインターホンにて対応する。ICOCAの利用が可能である（相互利用可能ICカードはICOCAの項を参照）。

### のりば
| のりば | 路線     | 方向 | 行先             | 備考                |
| ------ | -------- | ---- | ---------------- | ------------------- |
| 1・2   | 山陽本線 | 上り | 宮島口・広島方面 | 2番のりばは当駅始発 |
| 3      | 山陽本線 | 下り | 岩国・徳山方面   | 一部2番のりば       |

- 上り本線は1番のりば、下り本線は3番のりば。2番のりばは上下共用の待避線（中線）であり、当駅始発の広島方面行きが使用するが、一部の岩国方面行きの列車（停車時間が長い列車）も使用する。

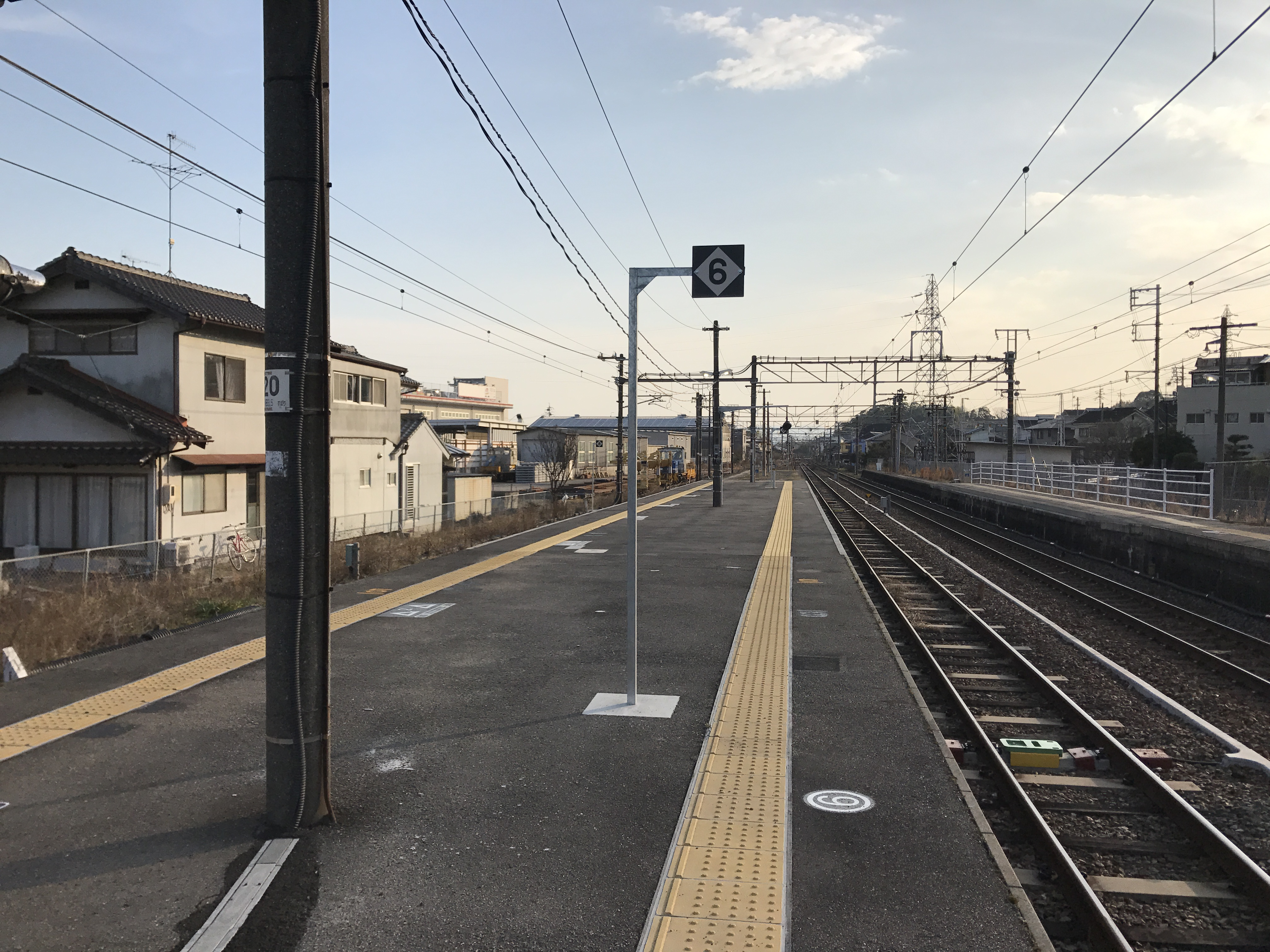
ホーム（2017年3月）
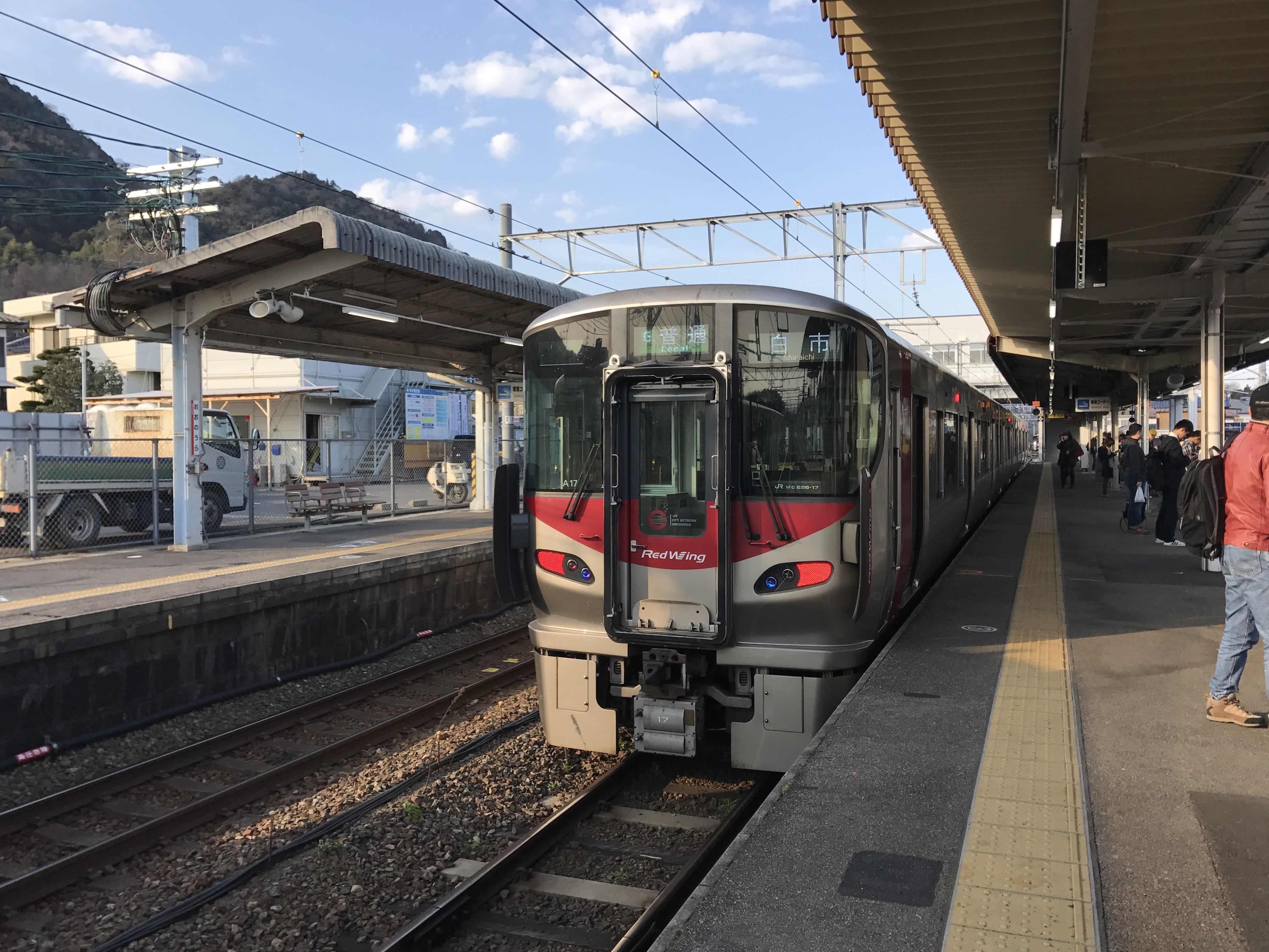
構内に停車中の白市行き227系（2017年3月）
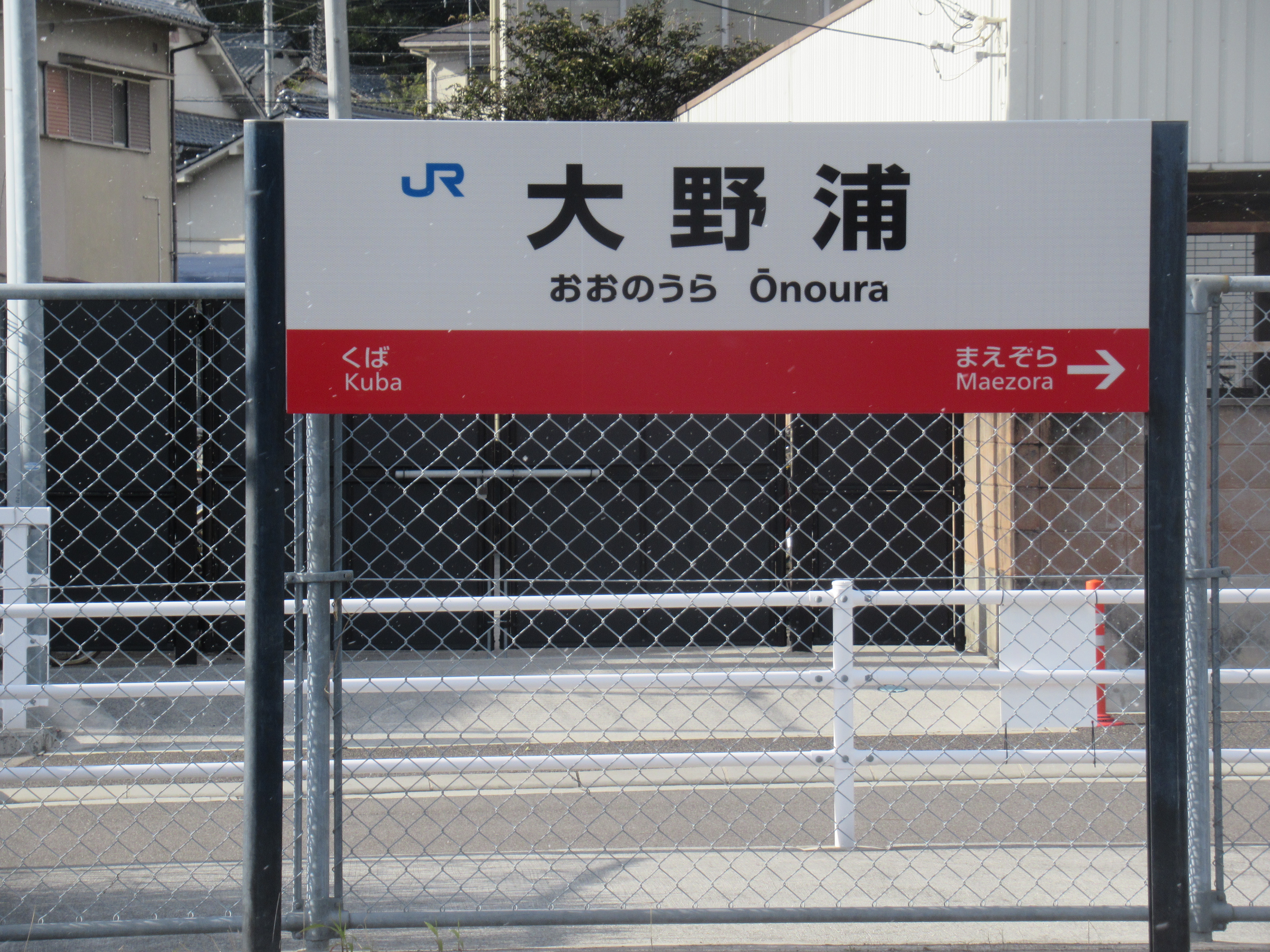
駅名標（2021年12月）

## 利用状況
1日平均の乗車人員は以下の通り。特記のないものは「廿日市市統計書」による。
| 年度               | 1日平均 乗車人員 |
| ------------------ | ---------------- |
| 1989年（平成元年） | 2,294            |
| 1990年（平成02年） |                  |
| 1991年（平成03年） |                  |
| 1992年（平成04年） | 2,377            |
| 1993年（平成05年） |                  |
| 1994年（平成06年） |                  |
| 1995年（平成07年） |                  |
| 1996年（平成08年） |                  |
| 1997年（平成09年） |                  |
| 1998年（平成10年） | 2,213            |
| 1999年（平成11年） | 2,232            |
| 2000年（平成12年） | 2,005            |
| 2001年（平成13年） | 1,855            |
| 2002年（平成14年） | 1,786            |
| 2003年（平成15年） | 1,772            |
| 2004年（平成16年） | 1,746            |
| 2005年（平成17年） | 1,710            |
| 2006年（平成18年） | 1,697            |
| 2007年（平成19年） | 1,701            |
| 2008年（平成20年） | 1,700            |
| 2009年（平成21年） | 1,654            |
| 2010年（平成22年） | 1,618            |
| 2011年（平成23年） | 1,614            |
| 2012年（平成24年） | 1,609            |
| 2013年（平成25年） | 1,606            |
| 2014年（平成26年） | 1,609            |
| 2015年（平成27年） | 1,669            |
| 2016年（平成28年） | 1,683            |
| 2017年（平成29年） | 1,708            |
| 2018年（平成30年） | 1,730            |
| 2019年（令和元年） | 1,769            |
| 2020年（令和02年） | 1,500            |
| 2021年（令和03年） | 1,461            |
| 2022年（令和04年） | 1,564            |
| 2023年（令和05年） | 1,634            |

## 駅周辺
- 東阿道路工業広島工場
- やまだ屋 おおのファクトリー
- 国道2号

## 隣の駅
西日本旅客鉄道（JR西日本）
 山陽本線
■快速「通勤ライナー」（平日朝上りのみ運転）
通過
■快速「シティライナー」（土休日のみ運転）
宮島口駅 (JR-R10) - 大野浦駅 (JR-R12) - 玖波駅 (JR-R13)
■普通
前空駅 (JR-R11) - 大野浦駅 (JR-R12) - 玖波駅 (JR-R13)